# 馬里 (索恩-盧瓦爾省)
馬里（法語：Mary，法語發音：[maʁi]）是法国索恩-卢瓦尔省的一个市镇，属于欧坦区。

## 地理
馬里（46°37'2"N, 4°30'29"E）面积14.55 平方千米，位于法国勃艮第-弗朗什-孔泰大區索恩-卢瓦尔省，该省份为法国中部省份，北起顺时针与科多尔省、汝拉省、安省、罗讷省、卢瓦尔省、阿列省和涅夫勒省接壤。
与馬里接壤的市镇（或旧市镇、城区）包括：古尔东、容西、蒙圣樊尚、圣马塞兰德克赖、圣马丹拉帕特鲁耶、勒鲁塞-马里济。

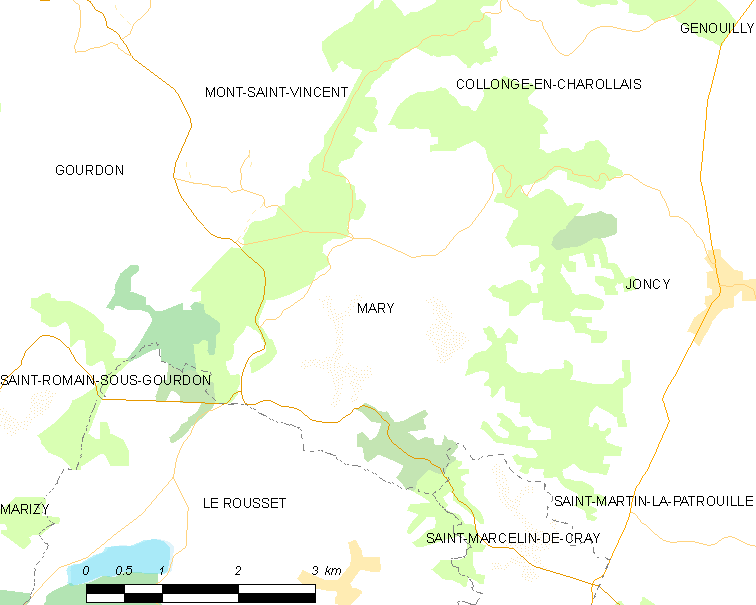
的OSM定位图

馬里的时区为UTC+01:00、UTC+02:00（夏令时）。

## 行政
馬里的邮政编码为71300，INSEE市镇编码为71286。

## 政治
馬里所属的省级选区为布朗济县。

## 人口

1962-2008年间人口变化图示

馬里于2022年1月1日时的人口数量为282人。